# West Hallam
West Hallam – wieś w Anglii, w hrabstwie Derbyshire, w dystrykcie Erewash. Leży 10 km na północny wschód od miasta Derby i 183 km na północny zachód od Londynu. W 2001 miejscowość liczyła 4829 mieszkańców.